# Réflexions critiques sur la poésie et sur la peinture
Les Réflexions critiques sur la poésie et sur la peinture sont un ouvrage de théorie de l'art, de théorie de la littérature et de théorie de la musique de Jean-Baptiste Dubos éditées pour la première fois en 1719 et souvent rééditées depuis.
Prenant pour épigraphe l’hémistiche d’Horace, Ut pictura poesis, les Réflexions critiques sur la poésie et sur la peinture marquent un tournant dans la pensée esthétique et exerceront une influence considérable sur le développement de l’art théâtral et de la musique tout au long du siècle des Lumières. L’abbé Dubos y affirme que l’art ne peut pas être seulement beau, mais doit également remuer les cœurs : « On mérite le nom de poète en rendant l’action que l’on traite capable d’émouvoir » (I, 24), ou encore : « Le sublime de la poésie et de la peinture est de toucher et de plaire, comme celui de l’éloquence est de persuader. Il ne suffit pas que nos vers soient beaux, dit Horace en style de législateur, pour donner plus de poids à la décision ; il faut encore que ces vers puissent remuer les cœurs et qu’ils soient capables d’y faire naître les sentiments qu’ils prétendent exciter. » (II, 1) Ce « remuement des cœurs » ou, plus simplement « la sensibilité », expérience des sens donnant naissance au sentiment, devient un principe esthétique à part entière. Dubos est ainsi devenu un fondateur de la sensibilité, à une époque de prise de distance et de critique vis-à-vis du rationalisme cartésien. Une génération plus tard, Jean-Jacques Rousseau va reprendre, pour les radicaliser, ces positions.
Les Réflexions critiques sur la poésie et sur la peinture abordent des questions qui étaient peu étudiées de son temps : la nature de la jouissance esthétique, la différente condition des différents arts et leur puissance respective, la part que peuvent avoir les causes physiques dans le développement du génie, dans le caractère des œuvres et dans l’éclat littéraire de certaines époques, l’art de juger en matière esthétique et la compétence de la critique. Il blâme dans la peinture, la représentation énigmatique de la pensée sous forme d’allégorie et attribue à la poésie seule le privilège du sublime. D’un autre côté, établissant un parallèle avec l’italien, Dubos en conclut que le français n’est pas plus propre à être mis en poésie qu’en musique. 
Sans être profonde, la philosophie de l’abbé Dubos dans les Réflexions critiques sur la poésie et sur la peinture n’est pas sans originalité. Voltaire en a écrit dans son Siècle de Louis XIV : « Tous les artistes le lisent avec fruit. C’est le livre le plus utile qu’on ait jamais écrit sur ces matières chez aucune des nations de l’Europe. Ce qui fait la bonté de cet ouvrage, c’est qu’il n’y a que peu d’erreurs et beaucoup de réflexions vraies, nouvelles et profondes. Ce n’est pas un livre méthodique ; mais l’auteur pense, et fait penser. Il ne savait pourtant pas la musique ; Il n’avait jamais pu faire de vers, et n’avait pas un tableau ; mais il avait beaucoup lu, vu, entendu et réfléchi. ». 

## Édition moderne
- Réflexions critiques sur la poésie et sur la peinture, Éd. Dominique Désirat, Paris, École nationale supérieure des beaux-arts, 1993  (ISBN 284056002X)